# Мария Гезненге
Мария Гушева-Гезненге е българска и германска тенисистка, родена на 13 март, 1977 г. в град София, България. Започва да тренира тенис на 7-годишна възраст. Състезателка е за Фед Къп в периода 1999 – 2004 (с прекъсване). Има пет победи и две загуби за България. От 2006 г. се състезава за Германия.

## Кариера
- 1998 – Победа на турнира в София, България ($10 000)
- 2000 – доста постоянна в турнирите от средна категория на международната федерация по тенис ($25 000), но не преминава четвъртфиналите. През 2000 г. побеждава Сибиле Бамер от Австрия.
- 2001 – стига финал в Рим, Италия ($10 000), губи в два сета срещу Динара Сафина. Достига няколко четвъртфинала на турнири от средна категория ($25 000)
- 2002 – побеждава няколко тенисистки от топ 100 на света – Аманда Хопманс, Хана Шромова, Татяна Перебюнис, Юлия Шруф и Нана Мияги. Достига полуфинал на турнир от средна категория ($25 000). Дебютира на Откритото първенство по тенис на САЩ, в първи кръг губи срещу Жанет Хусарова с 0:6, 5:7.
- 2003 – 2006 – играе основно в малки турнири. През 2003 г. в квалификациите на Откритото първенство на Австралия губи в три сета от Йелена Янкович, а в квалификациите на Откритото първенство на САЩ печели срещу Мейлен Ту.

## Финали

### Титли на сингъл (1)
| Година | Турнир  | Организатор | Категория |
| 1998   | София 1 | ITF         | $ 10 000  |

### Загубени финали на сингъл (3)
| Година | Турнир     | Организатор | Категория |
| 1998   | Понтеведра | ITF         | $ 10 000  |
| 2001   | Рим        | ITF         | $ 10 000  |
| 2006   | Валщед     | ITF         | $ 10 000  |

### Титли на двойки (2)
| Година | Турнир     | Организатор | Категория | Партньор        |
| 2000   | Жу ле Турс | ITF         | $ 10 000  | Елени Данилиду  |
| 2005   | Хелзинки   | ITF         | $ 25 000  | Стефани Хайднер |

### Загубени финали на двойки (8)
| Година | Турнир       | Организатор | Категория | Партньор             |
| 1996   | Солун        | ITF         | $ 10 000  | Луиз Латимър         |
| 2000   | Фару         | ITF         | $ 10 000  | Антоанета Панджерова |
| 2001   | Типтън       | ITF         | $ 10 000  | Елени Данилиду       |
| 2002   | Мидланд      | ITF         | $ 75 000  | Михаела Пастикова    |
| -      | Довил        | ITF         | $ 25 000  | Антоанета Панджерова |
| 2003   | Фонтанафреда | ITF         | $ 25 000  | Драгана Зарич        |
| -      | Вайхинген    | ITF         | $ 25 000  | Драгана Зарич        |
| -      | Довил        | ITF         | $ 25 000  | Зузана Хеждова       |